# アンシャン
座標: 北緯30度00分42秒 東経52度24分28秒 / 北緯30.01167度 東経52.40778度

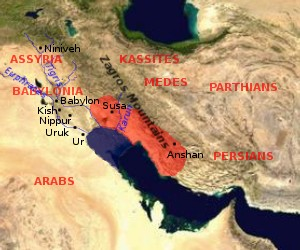
エラム諸王朝の領域、アンシャンはその東端

アンシャン（Anšan または Anzan 、ペルシア語で انشان Anšan）は、イランの高原地帯に位置する古代遺跡である。紀元前3千年紀にはエラムの首都であった。現在はテペ・マルヤーン（Tepe Malyan）またはタレ・マルヤーン（Tal-e Malyan）と呼ばれる遺丘になっている。

## 概要
アンシャンは、イランの南西部ファールス州、ザグロス山脈に囲まれたシーラーズ市の北西36キロメートルにある。紀元前3千年紀にはエラムの首都であった。スーサに首都が遷った後も、エラムの王たちは「アンシャンとスサの王」を称した。だがエラムはアッシリアに圧倒され衰退していった。
紀元前7世紀にアンシャンはアケメネス（ハカーマニシュ）の息子であるペルシア人の長、テイスペス（チャイシュピ、Teispes、紀元前675年－紀元前640年）によって征服されアケメネス朝の支配下になり、テイスペスは「アンシャン王」を名乗った。以来しばらくの間アケメネス朝の血統はアンシャン王とペルシア王の二つに分かれていた。アケメネス朝のアンシャン王キュロス2世（大キュロス）が紀元前6世紀にアンシャンから征服を開始し帝国を拡大させた後は帝国の中核都市となり、アンシャンに残されていたエラム語やエラムの諸制度はアケメネス朝においても使用され続けた。
現在、イラン北西部の東アーザルバーイジャーン州にもアンシャン（Anzan）という町があるがこれはエラムやアケメネス朝の中心になった町とは別の町である。